# غوي درق كندي
غوي درق‌ كندي هي قرية في مقاطعة هريس، إيران. عدد سكان هذه القرية هو 154 في سنة 2006.